# 相楽樹
相楽 樹（さがら いつき、1995年（平成7年）3月4日 - ）は、日本の女優。本名、非公開。
埼玉県出身。元イトーカンパニー所属。夫は映画監督の石井裕也。

## 来歴
2009年、中学3年生の夏休みに竹下通りでスカウトされ、イトーカンパニーに所属する。
2010年、本格的に芸能活動を開始。7月に『熱海の捜査官』で女優デビュー。12月14日に1st写真集『はじめてのスキ』を発売。
2016年度前期のNHK連続テレビ小説『とと姉ちゃん』で高畑充希演じるヒロインの妹役を演じて、「昭和顔」の女優などとして注目を集める。
2017年3月には『こんにちは、女優の相楽樹です。』（テレビ東京）にて本人役を演じてテレビドラマ初主演。
私生活では、映画監督の石井裕也と、2018年春に婚姻届を提出し結婚、妊娠を報告。同年6月21日に所属事務所ならびに自身のブログを通じて発表した。2019年3月31日までに第1子の出産を控え、仕事を制限して「家庭づくりに専念」。8月31日に第1子出産を公表、8月末までに誕生したこと以外は性別および具体的な誕生日は非公表としている。その後イトーカンパニーを退所し、活動休止となっている。2020年9月に『週刊女性』から取材を受けた際にも、「今は子育て中であり、復帰はまったく考えていない」と答えている。

## 人物
- 2歳下の弟と、5歳下の妹がいる[13]。
- 特技は、ゴルフ、料理、スポーツ全般（テニス、バスケットボール、陸上競技）[1]、ギター[14]。
- 趣味は、色々なガムを食べること・刑事ドラマを見ること・猫にいたずらすること[1]。
- 目標とする女優は戸田恵梨香[14]。当初はモデル志望だったが、現在の目標は「いろんな役の出来る女優となること」[14]。なお『熱海の捜査官』でデビューした当時は演技初挑戦だった[15]。
- 中学時代はバスケットボール部に所属し、高校では軽音楽部に所属。ギターのレッスンにも通っている[14]。
- 本人曰く「何事にもやりたくなったらすぐやる性格」とのこと[15]。

## 出演

### テレビドラマ
- 熱海の捜査官（2010年7月30日 - 9月17日、テレビ朝日） - 熱田水 役
- うぬぼれ刑事 第10話（2010年9月10日、TBS） - 宮下サキ 役
- シャキーン! 観察日誌（2011年4月 - 2012年3月、NHK Eテレ） - 鈴木恭子 役[注 1]
- 世にも奇妙な物語 2012年 春の特別編 「ワタ毛男」（2012年4月21日、フジテレビ）- 噂をする人々 役
- 都市伝説の女 第7話（2012年5月25日、テレビ朝日） - 藤田美夏 役
- 薄桜記 第5話（2012年8月10日、NHK BSプレミアム） - 小猫 役
- ドクターX〜外科医・大門未知子〜 第4話（2012年11月15日、テレビ朝日）
- クロユリ団地〜序章〜 第3話 - 第4話（2013年4月23日 - 30日、TBS） - 新堂真美 役
- 山田くんと7人の魔女 第3話 - 第4話（2013年8月24日 - 31日、フジテレビ） - 深沢冴子 役
- 紙の月（2014年1月7日 - 2月4日、NHK総合） - 岡崎木綿子（高校時代） 役
- 瀬在丸紅子の事件簿〜黒猫の三角〜（2015年2月6日、フジテレビ） - 香具山紫子 役[16]
- 戦う!書店ガール 第3話（2015年4月28日、関西テレビ・フジテレビ） - 女子高生 役
- それでも僕は君が好き 第2夜（2015年9月29日、フジテレビ） - 牧野つくし 役[17]
- 連続テレビ小説（NHK総合）
  - ゲゲゲの女房（2010年8月30日 - 9月4日） - 女子中学生 役
  - とと姉ちゃん（2016年4月4日 - 10月1日） - 小橋（水田）鞠子 役[18]
    - とと姉ちゃん もうひとつの物語「福助人形の秘密」（2016年11月19日、NHK BSプレミアム） - 小橋（水田）鞠子 役
- シリーズ・横溝正史短編集「黒蘭姫」（2016年11月24日、NHK BSプレミアム） - 伏見順子 役
- 嫌われる勇気（2017年1月12日 - 3月16日 、フジテレビ） - 相馬めい子 役[19]
- 三匹のおっさん3〜正義の味方、みたび!!〜 第1話（2017年1月20日、テレビ東京） - 中尾真希 役[20]
- こんにちは、女優の相楽樹です。（2017年3月6日 - 20日、テレビ東京） - 主演・相楽樹（本人） 役[21]
- 3人のパパ（2017年4月19日 - 6月21日、TBS） - ヒロイン・高橋るい 役（松井愛莉とダブルヒロイン）[22]
- 脳にスマホが埋められた! 第2話（2017年7月13日、日本テレビ・読売テレビ） - 相馬美羽 役[23]
- 京都人の密かな愉しみ Blue 修業中（NHK BSプレミアム） - 宮坂釉子 役
  - 京都人の密かな愉しみ Blue 修業中 送る夏（2017年9月30日）
  - 京都人の密かな愉しみ Blue 修業中 祝う春（2018年4月14日）
- 月曜名作劇場 新・浅見光彦シリーズ「漂泊の楽人 越後〜沼津・哀しき殺人者」（2017年10月30日、TBS） - 漆原肇子 役
- 水戸黄門 第5話（2017年11月1日、BS-TBS） - 山脇初音 役
- コウノドリ 第2シリーズ 第8話 - 第10話（2017年12月1日 - 12月15日、TBS） - 谷内夏実 役[24]
- グッドモーニング・コール our campus days（2018年4月18日 - 6月27日、フジテレビ） - 七瀬凛 役
- 乱反射（2018年9月22日、テレビ朝日） - 大塚かなえ 役

### 映画
- ネイキッドボーイズ・ショートムービー vol.1 「最後のつぶやき」（2011年7月16日、アルゴ・ピクチャーズ） - アイル 役[25]
- ゴメンナサイ（2011年10月29日、Thanks Lab.） - 篠宮千春 役
- Miss Boys!（ダブ / Thanks Lab.） - 佐野ちひろ 役
  - 決戦は甲子園!?編（2011年12月3日）
  - 友情のゆくえ編（2012年1月21日）[26]
- リアル鬼ごっこ4（2012年5月19日、Thanks Lab.） - 若葉束紗 役[27]
- さよならドビュッシー（2013年1月26日、東京テアトル） - 片桐ルシア 役
- ソラから来た転校生（2013年5月18日、キュリオスコープ） - 謎の天使 役[28]
- はじまりのみち（2013年6月1日、松竹） - 義子 役
- 讐 〜ADA〜（2013年7月27日、Thanks Lab.） - 田村遥 役[29]
- 私の男（2014年6月14日、日活） - 彰子 役[30][31]
- ゆがみ。〜呪われた閉鎖空間〜 「ツナガル」（2014年11月22日、十影堂エンターテイメント） - 主演・ミサト 役
- 横たわる彼女（2014年12月6日） - 松浦みどり 役
- グッド・ストライプス（2015年5月30日、ファントム・フィルム） - 萬谷桜 役
- セブンデイズ　MONDAY→THURSDAY（2015年6月6日、日本出版販売） - 田尻 役
- セブンデイズ　FRIDAY→SUNDAY（2015年7月4日、日本出版販売） - 田尻 役
- ふきげんな過去（2016年6月25日） - エリカ 役
- スリリングな日常「不審者」（2016年6月25日） - 主演・白石奈々美 役
- ふたつの昨日と僕の未来（2018年11月9日） - ヒロイン・矢野真里乃 役[32]

### 歌番組
- うたコン（NHK総合）
  - （2016年9月6日）「秋スタート！心にしみる名曲決定版」※市川昭介特集コーナーで静岡県・修善寺より生中継、『さざんかの宿』（大川栄策）歌唱時に踊りを披露。
  - （2017年10月3日）「秋の旅・人生の旅名曲スペシャル」※『女ひとり』（デューク・エイセス）歌唱時に踊りを披露。

### 紀行番組
- 鉄道紀行 ニッポンぶらり鉄道旅 第79回（2016年10月6日、NHK BSプレミアム） - 旅人
- お宝を掘り当てろ!! アンティーク鑑定旅シリーズ - 旅人
  - フランス アンティーク鑑定旅（2016年12月25日、NHK BSプレミアム）
  - デンマーク アンティーク鑑定旅（2017年7月12日、NHK BSプレミアム）
  - イタリア アンティーク鑑定旅（2018年1月 - 2月、NHK BSプレミアム）

### その他のテレビ番組
- 金曜プレミアム「さんまのまんま秋のスペシャル」（2016年10月7日、フジテレビ系・関西テレビ制作） - ゲスト：杉咲花とペア[33]
- 国民アンケートクイズ リアル日本人![別れ]（2017年3月28日、NHK総合） - ゲスト

### ラジオ
- ザ・ヒットスタジオ～レッツゴーヤンヤン～（2013年4月20日 - 2014年3月29日、MBSラジオ）

### web
- ヒミツの関係〜先生は同居人〜（2010年7月1日 - 2010年9月23日、全13話、BeeTV）
- ハイスクールドライブ〜目が覚めたら高校生だった〜（2012年11月20日 - 2013年1月5日、全10話、BeeTV） - 詩織 役
- 絶恐体感キモダメシ 「包丁女」（2014年8月20日、BeeTV）
- ソイカレ 〜わたしがイケメンと添い寝する30の方法〜（2015年、UULA）
- グッドモーニング・コール our campus days（2017年、FOD） - 七瀬凛 役
- やれたかも委員会（2018年3月3日、AbemaTV） - 石嶺晴海 役[34]

### オリジナルDVD
- 怪談呪袋（2016年）

### CM
- ファミリーマート ファミマのフライドチキン（2010年7月 - ）
- KDDI au ガンガン学割（2011年2月 - ）
- カルピス カルピスウォーター（2011年4月 - ）
- ダスキン ミスタードーナツ（2012年1月 - ）
- イエローハット（2012年6月 - ）
- マツモトキヨシ（2013年8月 - ）
- 三幸製菓
  - 雪の宿（2014年3月 - ）
  - チーズアーモンド（2014年3月 - ）
  - 柿の種（2014年9月 - ）[35]
- JAL
  - 浪漫旅行 沖縄vol.1
  - 浪漫飛行 北海道『ゲレンデ』編
- チョーヤ梅酒 酔わないウメッシュ（2017年4月20日 - ）

### PV
- ASIAN KUNG-FU GENERATION 「今を生きて」（2013年2月20日）
- 7!!
  - 「この広い空の下で」（2014年1月15日）[36]
  - 「スタートライン」（2014年7月30日）[37]
  - 「センチメートル」（2015年10月21日）
- Lyu:Lyu 「メシア」（2014年5月7日）
- シンリズム「FUN!」

### 舞台
- ロッカールームに眠る僕の知らない戦争（2012年5月11日 - 13日、伝承ホール） - 日暮四ツ葉 役[38]
- SUMMER TIME（2012年8月30日 - 9月2日、LIFT） - 愛 役[39]
- すべての夜は朝へと向かう（2012年12月12日 - 24日、サンモールスタジオ） - 千晴 役[40]
- 伯爵のおるすばん（2013年10月7日 - 14日、サンモールスタジオ） - 佐久間ひよ子 役[41]
- キャンディー（2014年3月14日 - 16日、フルリールスタジオ） - 高木麻梨香 役
- 御ゑん祭〜近藤さん出ずっぱりだって!?〜 「お父さんは若年性健忘症」（2014年10月9日 - 19日、青山円形劇場 / 水戸芸術館）[42]
- 別れても好きな人 2014（2014年11月6日 - 24日、こまばアゴラ劇場 / インディペンデントシアター） - ありさ 役
- 夏果て幸せの果て（2015年6月3日 - 9日、東京芸術劇場シアターイースト）
- ブルドッキングヘッドロック 結成15周年記念公演 Vol.26 「1995」（2015年7月29日 - 8月5日、下北沢ザ・スズナリ）
- FILL-IN～娘のバンドに親が出る～（2017年7月13日 - 23日、紀伊國屋ホール） - 葉月 役[43]
- 黒蜥蜴（2018年1月9日 - 、日生劇場 / 2月1日 - 、梅田芸術劇場） - 岩瀬早苗 役[44]

## 作品

### 写真集
- はじめてのスキ（2010年12月15日、双葉社、撮影：アライ テツヤ）ISBN 978-4-5753-0280-6
- そらいろの樹 DVD付きフォトブック（2014年3月26日、マックス）

### DVD
- 同級生（2011年2月26日、マックス）2014年12月にブルーレイ化再発売
- 同級生2（2011年10月27日、晋遊舎）
- 同級生3（2012年5月26日、晋遊舎）
- 同級生4（2012年11月22日、晋遊舎）
- そらいろの樹（2013年10月26日、晋遊舎）
- 同級生5（2015年1月24日、マックス）ブルーレイ作品　シリーズ完結　同日にシリーズ2〜4もブルーレイ化再発売（これらは2014年12月に限定ボックスで発売済）

## 雑誌
- purepure vol.56（タツミムック）
- Up to boy vol.197（ワニブックス）
- girls vol.31（双葉社）
- memew vol.48（近代映画社）